# Gigantografía

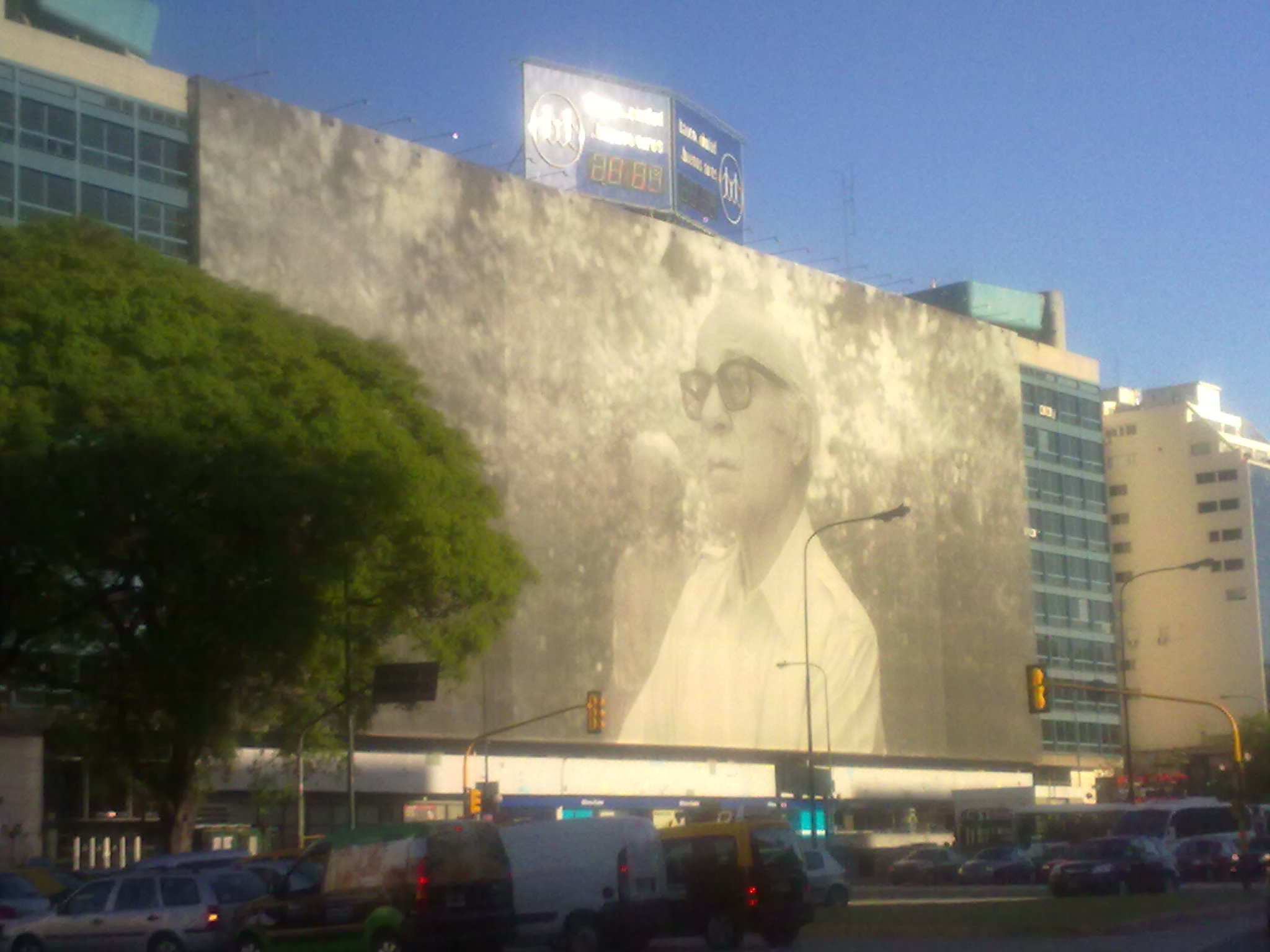
Gigantografía

Las llamadas gigantografías son pósters o carteles impresos en gran formato, básicamente grandes piezas impresas en materiales diferentes. Generalmente más grandes que el estándar póster de 100x70. En los años 50 y 60 estuvo muy de moda empapelar una pared con una foto gigante (de un bosque, ciudad, playa, etc), estas fotos no eran de muy buena calidad, porque la tecnología no permitía la alta definición que hoy día se puede obtener.
Las gigantografías se pueden hacer en impresión por inyección de tinta, láser o en revelado químico, siendo este último el método que brinda el resultado con mejor calidad, resolución y definición, pese a la limitación de tamaño.
Actualmente la tecnología por inyección de tinta es la más popular.

## Calidad de la impresión
Al ser de un formato de medidas muy grandes o incluso a veces colosales, se necesita que la imagen sea de gran calidad para que pueda verse de manera nítida, sin que esté borrosa o pixelada. Estos tipos de impresiones se ofrecen en alta calidad de impresión de distintas resoluciones, 320dpi, 720dpi y hasta 1440 dpi, a mayor cantidad de DPI es mayor la resolución por pulgada impresa.

## Materiales de impresión
Los materiales de soporte de este tipo de impresiones pueden ser muy variados y se adaptan al lugar dónde se colocará la gigantografía, pues no es lo mismo realizar un impreso para el escaparate de una tienda, que para la lona de un camión o para la fachada de una empresa. Pueden ser materiales como lonas, vinilos, telas, papeles, etc.

### Permitiendo el paso de la luz
Los vinilos que permiten el paso de la luz son los llamados Microperforados, que se utilizan para cubrir con gigantografías fachadas de edificios, grandes vidrios o también los vidrios de los vehículos, esto es muy útil porque cumple con dos ventajas, por un lado hace publicidad y por el otro reduce los rayos solares y el paso de luz. Este producto se puede encontrar tanto en vinilo autoadhesivo llamado microperforado o sino One Vision y también lo encontramos en Lonas Vinilicas, llamadas comúnmente: lonas Mesh, que tienen pequeños agujeros que permiten el paso de la luz y del viento, son ideales para cubrir fachadas de edificios, andamios, etc.

### Tamaño máximo de una gigantografia
El ancho de los rollos para imprimir gigantografías es de 5 metros, por lo que se puede imprimir en ese ancho y luego se van soldando (uniendo) las partes con soldadoras que caminan automáticamente dando un calor de 400 a 600 grados celsius. Esa unión varía entre 1,5 y 4 cm, por lo que la hace muy resistente y de esta forma es como se logran gigantografias para carteles de ruta en vía pública de todas las medidas y tamaños.

### Durabilidad de una Gigantografia
El tiempo de duración depende de muchos factores, en primer lugar es importante que la gigantografia si es en lona, sea un tramado fuerte, un 500x500 hilos, luego que sea de 13 onzas por m², esos dos factores son importantes a la hora de hacer frente a los vientos externos, rayos UV, etc. También es muy importante la colocación, si no lo hacen de la manera adecuada por más que sea gruesa y se utilizó tintas con protección UV (ultravioleta) el trabajo va a durar muy poco tiempo. En promedio el tiempo que duran con el color bien llamativo y niítido es de unos 2 años cada gigantografia expuesta en vía pública.

### Nombres de los Materiales
Las gigantografías se pueden imprimir en los siguientes materiales: Lonas Vinilicas Front, Lonas Vinilicas Backlight, Lona Mesh, Vinil Black-Out, Lona Backlight, Lonas Mate, luego tenemos los vinilos Comunes, Vinilos Vehiculares, Vinilos Cristal o transparentes, Vinilo Microperforado, Vinilo Reflectivo, etc. Con respecto al papel tenemos el Papel Mate, Papel Brillante y Papel Fotográfico, luego también se puede imprimir en Telas, Canvas, Perlado y Perlado adhesivo, Flag tipo bandera y muchos otros productos.

## Empresas que imprimen gigantografías
Son muchas las empresas que imprimen gigantografías, así que siempre es bueno buscar las que estén trabajando hace años y también las que dispongan de diversos plóteres y anchos, porque no es lo mismo una gigantografia impresa en lonas de 1m que una con lonas de 3m de ancho, las uniones son mucho menos y no se daña la imagen visual.
Armado de originales para la impresión de Gigantografías Digitales:
- Los originales se deberán preparar preferentemente en formato CMYK y no en RGB para evitar diferencias de color entre lo que se ve en el monitor y lo que realmente se imprime.
- Los originales deberán estar a tamaño final de impresión o en su defecto en escala proporcional la cual deberá estar claramente señalizada.
- Es imprescindible contar con un print testigo del material a imprimir (preferentemente en papel o bien un archivo en formato jpg)
- Convertir los archivos de Corel a curvas o en el caso de ser necesario incluir las tipografías utilizadas en el documento.
- Los archivos de tipo pixelar deberán tener 120 DPI a tamaño final de impresión para lograr la mejor resolución de la impresora.

## Gigantografías publicitarias
Este tipo de impresión suele ser muy utilizada para las campañas publicitarias realizadas en las vías públicas, pues permiten ser vistas rápidamente, a una cierta distancia e incluso llamar la atención de los usuarios de la vía 24 horas al día (usuarios que normalmente están en movimiento, por tanto, deben ser carteles que a simple vista se puedan comprender). Es un tipo de impresión ideal para carteles de ruta, carteles comerciales, front de empresas o tiendas y también se usa para Banners y Colgantes de publicidad. También puede usarse en el interior de los negocios, pues en todo comercio o empresa son muy útiles las gigantografías para poder brindar la información de sus productos por medio de gráfica y fotos impactantes.
También pueden ser utilizadas a modo de propaganda, es decir, para transmitir un mensaje no comercial, sino lo que pretende es influir en la actitud de todo aquel que lee el mensaje, ve la imagen o ambas cosas.